# Fjärilsrök
Fjärilsrök (Hypecoum procumbens) är en vallmoväxtart. Enligt Catalogue of Life ingår Fjärilsrök i släktet fjärilsrökar och familjen vallmoväxter, men enligt Dyntaxa är tillhörigheten istället släktet fjärilsrökar och familjen vallmoväxter. Arten har ej påträffats i Sverige.
Blomman är gul.

## Underarter
Arten delas in i följande underarter:
- H. p. atropunctatum
- H. p. fragrantissimum
- H. p. procumbens

## Bildgalleri

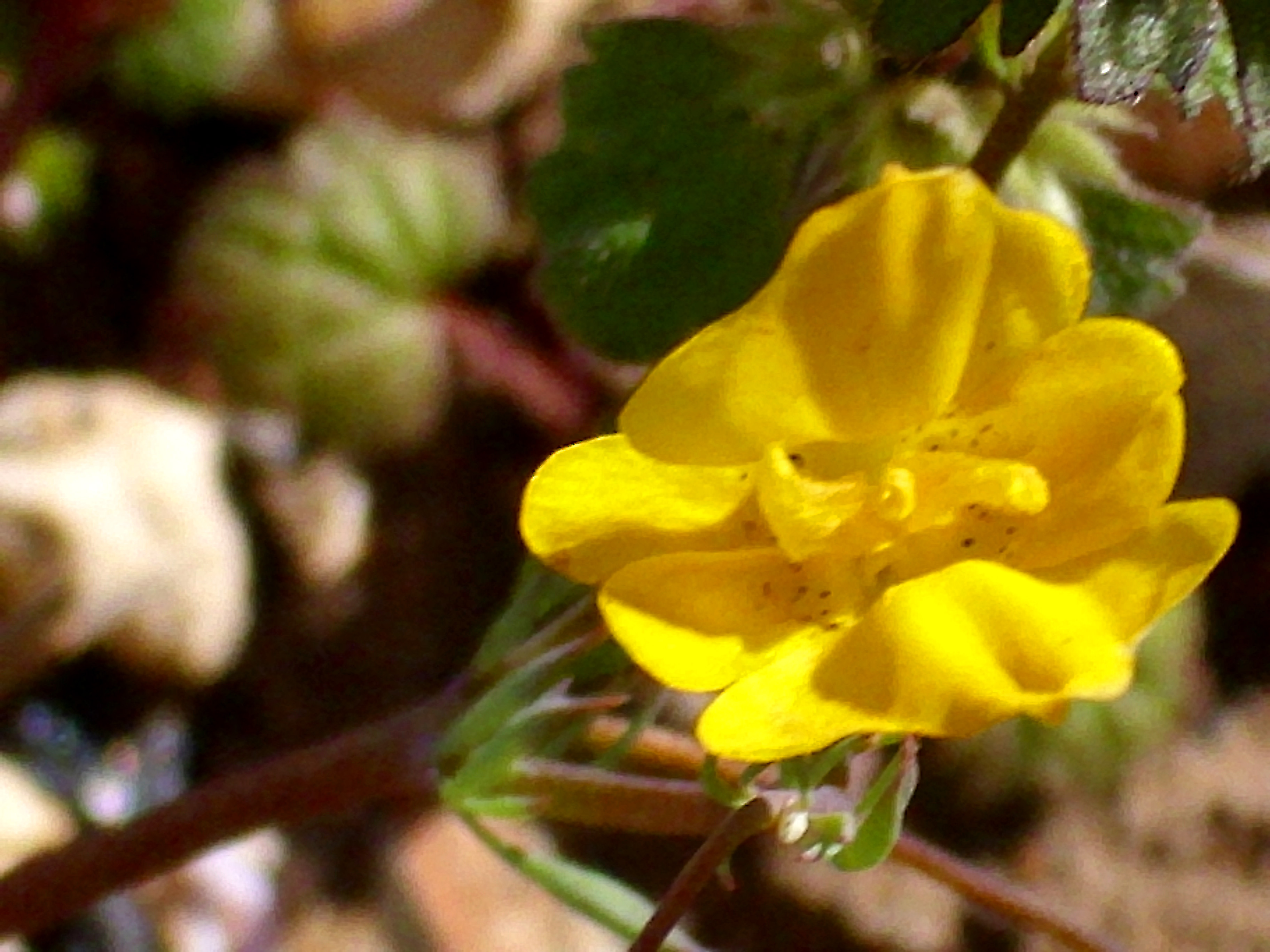
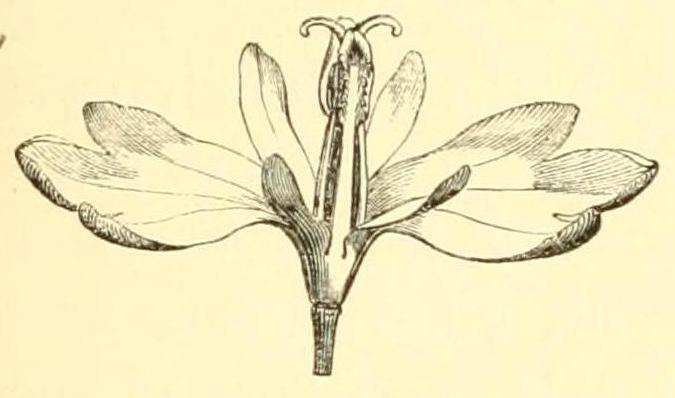
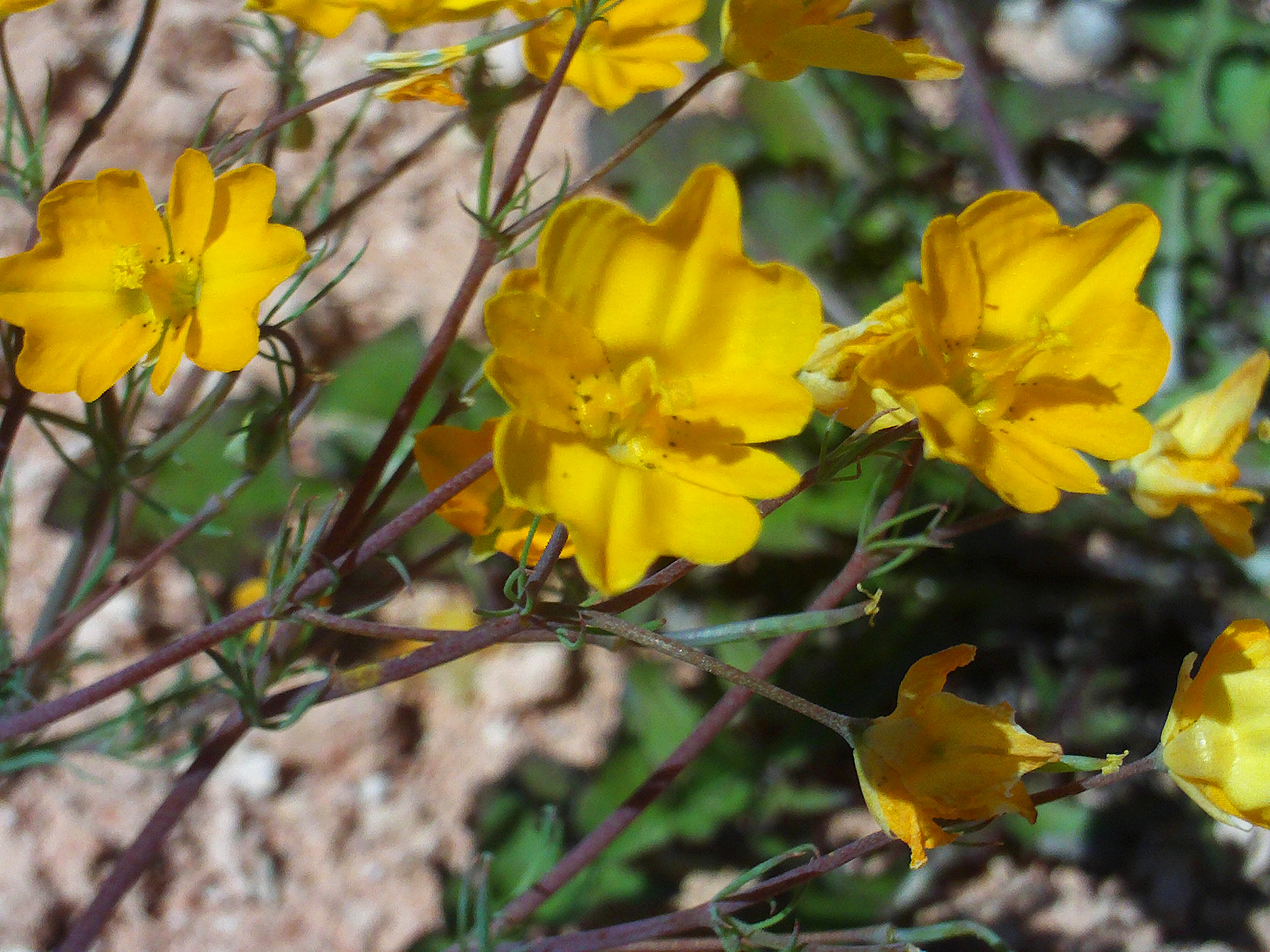
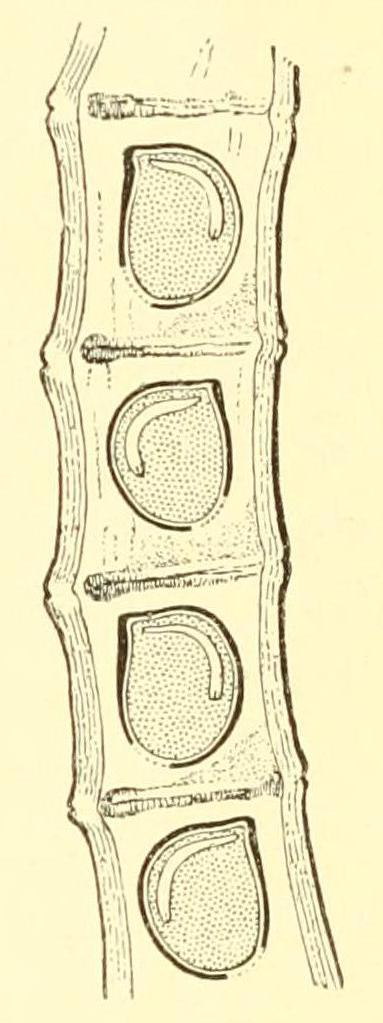